# Deserto dei Pinnacoli

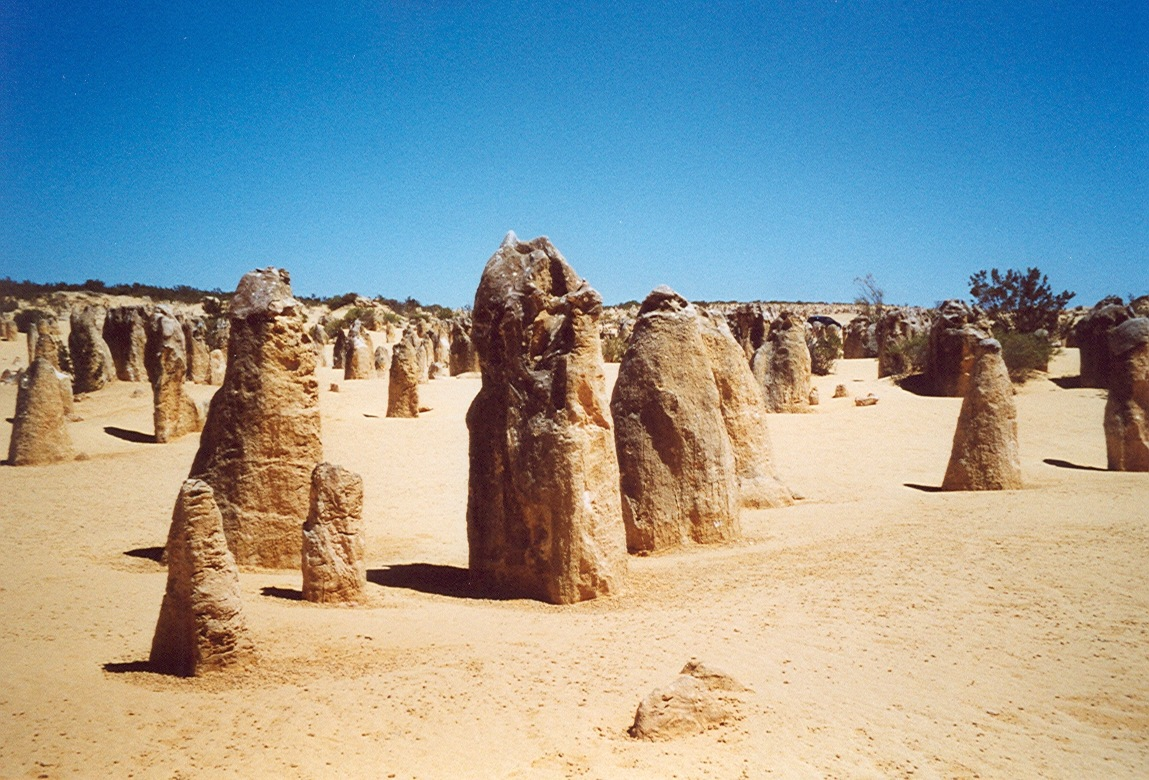
Il deserto dei Pinnacoli

Il deserto dei Pinnacoli è un deserto australiano caratterizzato dalla presenza di migliaia di «pinnacoli», formazioni rocciose calcaree, simili per forma e grandezza a dei menhir, la cui altezza può raggiungere i quattro metri.

## Geografia
È situato ai margini del parco nazionale di Nambung, un parco nazionale esteso per oltre 17.000 ettari, in prossimità della piccola località costiera di Cervantes (Australia Occidentale). Il deserto è costituito da una distesa di sabbia dalla quale si ergono i "pinnacoli", formazioni rocciose calcaree che possono assumere le forme più svariate.
Le strutture calcaree hanno avuto origine dalla deposizione delle strutture calcareo di organismi viventi sul fondale marino. Dopo l'emersione dei fondali marini, i processi erosivi hanno fratturato le rocce calcaree creando delle strutture colonnari ricoperte dalla sabbia fino a poche centinaia di anni fa.

## Note

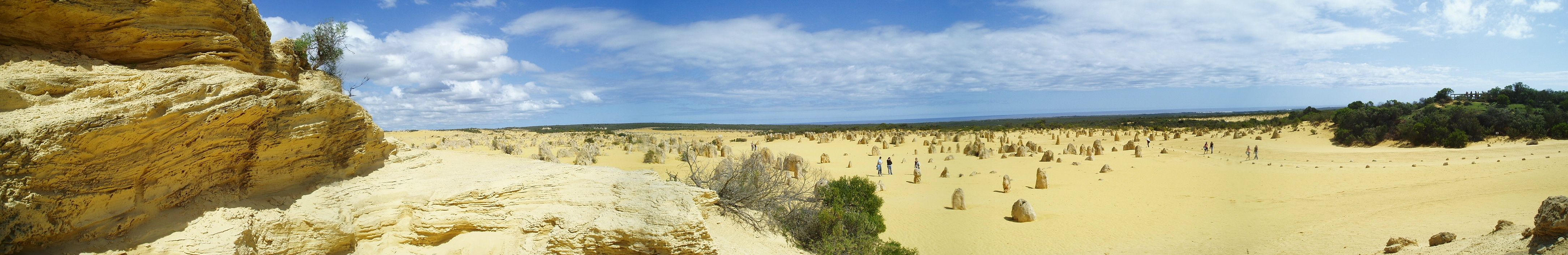
The pinnacles desert (Australia Occidentale) : Panorama